# Кармен от Ронда
„Кармен от Ронда“ (на испански: Carmen la de Ronda) е испански филм от 1959 година, заснет по мотиви от новелата на френския писател Проспер Мериме „Кармен“.

## Сюжет
1808 година. Войските на Наполеон нахлуват в Испания. По цялата страна се водят кръвопролитни сражения. В малкото испанско градче Ронда, забутано в живописните планини на Андалусия, живее красивата циганка Кармен (Сара Монтиел). Вечер тя пее песни за посетителите на ресторанта, в който работи и живее. Кармен е горда, независима и дръзка, но може да бъде и любяща, нежна и жертвоготовна към своите близки. Нейната красота е завъртяла главите на много мъже, в това число на контрабандиста Антонио (Хорхе Мистрал), офицера от наполеоновата армия Жозе (Морис Роне), командващ френския полк и на тореадора Лукас (Херман Кобо). Жителите на Ронда устройват засада и унищожават отряд нашественици. Французите започват да преследват предводителя на въстанието Антонио. След кървав отпор срещу френските войници, Антонио намира убежище при Кармен, която го скрива на чардака на ресторанта. Влюбената в Антонио Микаела (Мария де лос Анхелес Ортелано), изгаряйки от ревност, предава любимия си и съобщава на французите къде се е укрил. Антонио е арестуван и изпратен в затвора. В това време в ресторанта се появява нов посетител, френския офицер Жозе. Той остава очарован от красотата на гордата циганка. Кармен му гледа на ръка и разбира, че техните съдби оттук нататък са неразривно свързани...

## В ролите
- Сара Монтиел като Кармен
- Морис Роне като Жозе
- Хорхе Мистрал като Антонио
- Мария де лос Анхелес Ортелано като Микаела
- Херман Кобо като Лукас
- Хорхе Марко Даво като кмета на Ронда
- Сантяго Риверо като Андрес